# Financial Reporting
Das Financial Reporting (Abkürzung: FinRep; deutsch „Finanzberichterstattung“) ist im Bankwesen der Anglizismus für einen Teil des Meldewesens. Allgemein wird hierunter auch die Finanzberichterstattung aller Nichtbanken verstanden.

## Allgemeines
Das Committee of European Banking Supervisors und anschließend die Europäischen Bankaufsichtsbehörde haben sich mit der Verbesserung des bankaufsichtlichen Meldewesens befasst und dieses durch das FinRep verbessert. Kreditinstitute müssen aufgrund von in allen EU-Mitgliedstaaten geltenden Rechtsnormen bestimmte Unternehmensdaten mit einer vorgegebenen Meldefrequenz an die nationalen Aufsichtsbehörden (in Deutschland: BaFin und Deutsche Bundesbank) oder die europäische Bankenaufsichtsbehörde (EBA oder EZB) melden. Dazu gehört auch das FinRep. Rechtsnormen mit Meldepflichten sind insbesondere die Kapitaladäquanzverordnung (CRR) und das Kreditwesengesetz (KWG). Kapitalmarktorientierte Mutterunternehmen, die einen IFRS-Konzernabschluss zu erstellen haben, müssen zudem die europaweit harmonisierten sogenannten „FinRep“-Informationen liefern.

## Inhalt
Das FinRep ist das von der EZB definierte Finanzmeldewesen für Institute, die einen IFRS-Konzernabschluss aufstellen. „IAS“ und „IFRS“ bezeichnen die Rechnungslegungsstandards der „International Accounting Standards“ und der „International Financial Reporting Standards“. Legen Institute lediglich die nationalen Standards (in Deutschland: nach Handelsgesetzbuch [HGB] und Aktiengesetz [AktG]) zugrunde, sind sie nicht zum FinRep verpflichtet.
Die Verordnung unterscheidet generell zwischen „bedeutenden beaufsichtigte Gruppen“ und „weniger bedeutenden beaufsichtigte Gruppen“. Gemäß Art. 99 Abs. 3 CRR melden die bedeutenden beaufsichtigten Gruppen mehr aufsichtliche Finanzinformationen als die weniger bedeutenden beaufsichtigte Gruppen. Bei letzterem ist zudem die Meldefrequenz geringer. Zu melden sind insbesondere bestimmte Bilanzpositionen und Positionen der Gewinn- und Verlustrechnung, Kreditzusagen, Finanzgarantien und sonstige Zusagen, Derivate, Kreditsicherheiten oder notleidende Kredite.
Zu berücksichtigen ist dabei, dass die European Banking Authority (EBA) auf der Grundlage von FinRep- und CoRep-Daten ein eigenständiges Meldewesen aufbaut, das im Juni 2019 mit der Veröffentlichung der technischen Durchführungsstandards begann.

## Finanzberichterstattung
Im Nichtbankensektor wird die Finanzberichterstattung ebenfalls englisch financial reporting genannt. Die Finanzberichterstattung steht hier häufig synonym für die Veröffentlichung von Jahresabschlussunterlagen und begleitender Informationen (Anhang, Lagebericht, Risikobericht) aus den Finanzen eines Unternehmens. Im Haushaltswesen ist der Finanzbericht gemäß § 31 BHO vom Bundesministerium der Finanzen neben dem Entwurf des Haushaltsgesetzes und dem Haushaltsplan vorzulegen. Der Finanzbericht gibt Auskunft über den Stand und die voraussichtliche Entwicklung der Finanzwirtschaft auch im Zusammenhang mit der gesamtwirtschaftlichen Entwicklung.